# Союз 23
„Союз 23“ е съветски пилотиран космически кораб.

## Екипажи

### Основен екипаж
- Вячеслав Зудов (1) – командир
- Валерий Рождественски (1) – бординженер

### Дублиращ екипаж
- Виктор Горбатко – командир
- Юрий Глазков – бординженер

### Резервен екипаж
- Анатолий Березовой – командир
- Михаил Лисун – бординженер

## Параметри на мисията
- Маса: 6760 kg
- Перигей: 194,2 km
- Апогей: 249,9 km
- Наклон: 51,63°
- Период: 88,65 min

## Описание на полета
Това е кораб № 65 от модификацията Союз 7К-ТА-9. Полетът е планирано да се проведе в рамките на военната програма Алмаз, предвидено и неосъществено е второто скачване с орбиталната станция Салют-5.
При сближаването в орбита на кораба и космическата станция отказва системата за сближаване. Ръчно скачване било възможно при дистанция между двата апарата до не повече от 1200 m, а разстоянието в случая било повече от 2000 m. Тъй като разходът на гориво е превишен по време на маневрите е взето решение полетът да бъде прекратен. Кацането трябвало да стане без забавяне, тъй като ресурсите за автономен полет били ограничени на три денонощия, а полетът продължавал вече около две. Решено е кацането да стане през нощта. Спускаемият апарат се приземява (всъщност приводнява) на 121 km от предвидената точка в езерото Тенгиз на около 2 km от брега. По време на кацането в района има снежна буря, а температурата е около -20 °С. Изходният люк се оказва под вода и космонавтите прекарват над 12 часа в спускаемия апарат докато са изведени от него. Това е единственото до този момент приводняване на съветски (руски) пилотиран космически кораб.